# Carl Sagan
Carl Edward Sagan (ur. 9 listopada 1934 w Nowym Jorku, zm. 20 grudnia 1996 w Seattle) – amerykański astronom, pisarz i popularyzator nauki, pionier egzobiologii.

## Życiorys
Jego dziadek pochodził z małej miejscowości Sasowo w ówczesnej monarchii austro-węgierskiej. W 1904 roku wraz z późniejszą żoną Chaią wyemigrował do USA statkiem „Batavia”, odpływającym z Niemiec. Z tego małżeństwa w Nowym Jorku urodziła się jego matka. Jego ojciec przybył do Stanów Zjednoczonych z Kamieńca Podolskiego. Oboje rodzice byli Żydami. Jedną z jego żon była Lynn Margulis.
W wieku 25 lat uzyskał doktorat z astronomii i astrofizyki. Był profesorem astronomii i nauk kosmicznych w Laboratorium Badań Planetarnych w Cornell University. Był współzałożycielem The Planetary Society i Committee for the Scientific Investigation of Claims Of the Paranormal. Wspierał projekt SETI (the Search for Extraterrestrial Intelligence – poszukiwanie pozaziemskiej inteligencji). Światowy rozgłos uzyskał jako autor książek popularnonaukowych oraz współautor i prowadzący serial telewizyjny Cosmos. Na podstawie jego powieści Contact w 1997 powstał film o tym samym tytule z Jodie Foster w roli głównej. Również jeden z odcinków Z Archiwum X (sezon 2, odcinek 1) bazuje na podobnych motywach. Także lądownik Mars Pathfinder (1997) został nazwany jego imieniem: „Carl Sagan Memorial Station”.
W 1977 otrzymał Nagrodę Pulitzera za książkę Rajskie smoki. Jego imieniem została nazwana planetoida (2709) Sagan oraz krater marsjański. W 1980 został laureatem Nagrody Lowella Thomasa. Laureat Medalu Oersteda za nauczanie fizyki (1990).

## Książki wydane w Polsce
- Kosmiczne związki. Spojrzenie na Ziemię z kosmicznej perspektywy (1973, pol. 2000) przy współpracy Jeromme'a Agela, przełożył Karol Pesz, wyd. Prószyński i S-ka, Warszawa 2000, ISBN 83-7255-072-7
- Kosmos (1980), polskie wyd. Prószyński i S-ka, Warszawa 1997, tłum. Maria Duch, Bronisław Rudak
- Rajskie smoki (1977, pol. 1998)
- Szepty Ziemi. Międzygwiezdna wiadomość Voyagerów (ang.Murmurs of Earth: the Voyager intersteller record), przy współpracy: Frank D. Drake, Ann Druyan, Timothy Ferris, Jon Lomberg, Linda Salzman Sagan, (pol. 2003) Poznań, Zysk i S-ka,
- Kontakt (1985), polskie wyd. Zysk i S-ka, Poznań 1997, tłum. Mirosław P. Jabłoński
- Cienie zapomnianych przodków (1992, pol. 2000) – wraz z Ann Druyan – przełożył Jacek Bieroń, Zysk i S-ka, Poznań 2000, ISBN 83-7150-684-8
- Błękitna kropka. Człowiek i jego przyszłość w kosmosie (1994)
- Świat nawiedzany przez demony. Nauka jako światło w mroku, trzy rozdz. wraz z Ann Druyan (1996) – przełożył Filip Rybakowski, 448 s. Zysk i S-ka, Poznań 1999. ISBN 83-7150-517-5
- Miliardy, miliardy: rozmyślania o życiu i śmierci u schyłku tysiąclecia (1997, pol. 2001), przełożyła Karolina Bober, wyd. Prószyński i S-ka, seria Na ścieżkach nauki, Warszawa 2001, ISBN 83-7255-144-8
- Umysł Broca. Refleksje o nauce (2003, pol. 2003, Zysk i S-ka)

## Odniesienia w popkulturze
Fiński zespół Nightwish nagrał utwór pt. Sagan, traktujący o osobie Carla Sagana. Utwór znalazł się na singlu Elan.
W 2020 roku zespół ponownie nagrał utwór nawiązujący do osoby Carla Sagana. Na albumie Human. :II: Nature. pojawił się utwór pt. Ad Astra, w klipie użyta została fotografia Pale Blue Dot oraz cytat z książki Błękitna kropka: człowiek i jego przyszłość w kosmosie.
Monument Carla Sagana na Marsie pojawia się w czwartym sezonie serialu  Star Trek Enterprise (odc. 21 Terra Prime).